# (30445) Stirling
(30445) Stirling ist ein Asteroid des Hauptgürtels, der am 5. Juli 2000 vom italoamerikanischen Astronomen Paul G. Comba am Prescott-Observatorium (IAU-Code 684) in Arizona entdeckt wurde.
Benannt wurde der Asteroid nach dem schottischen Mathematiker James Stirling (1692–1770), der 1727 zum Mitglied der Royal Society gewählt wurde und die nach ihm benannte Stirling-Formel zur Berechnung großer Fakultäten aufstellte.